# McLaren MP4-12C
McLaren MP4-12C är en sportbil från den brittiska biltillverkaren McLaren Automotive. Bilen presenterades i september 2009 och produktionen startade våren 2011.
Chassit är uppbyggt runt en sittbrunn i kolfiber, gjuten i ett stycke. Till denna är hjälpramar infästa fram och bak som bär upp motor och hjulupphängning. Karossen är gjord i kompositmaterial. Motorn är en mittmonterad V8:a, försedd med ett turboaggregat per cylinderbank. Växellådan är en sjuväxlad dubbelkopplingslåda. Den finns också som öppen, kallad "Spider".

## Tekniska data
|                             | McLaren MP4-12C                                                       |
| --------------------------- | --------------------------------------------------------------------- |
| Motor:                      | 8-cylindrig 90° V-motor med biturbo                                   |
| Cylindervolym:              | 3,8 liter                                                             |
| Max effekt vid varvtal:     | 600 hk vid 7 000 v/min                                                |
| Max vridmoment vid varvtal: | 600 Nm vid 3 000 v/min                                                |
| Ventilstyrning:             | Dubbla överliggande kamaxlar per cylinderrad, 4 ventiler per cylinder |
| Bränslesystem:              | Bränsleinsprutning                                                    |
| Växellåda:                  | 7-växlad växellåda med dubbelkoppling                                 |
| Bromsar:                    | Stålbromsar, keramiska skivbromsar finns som tillval                  |
| Hjulupphängning:            | Dubbla tvärlänkar, skruvfjädrar                                       |
| Chassi & kaross:            | Kolfiberchassi med kompositkaross                                     |
| Hjulbas:                    | 2670 mm                                                               |
| Längd x bredd x höjd:       | 4507 x 1908 x 1199 mm                                                 |
| Torrvikt:                   | Ca 1300 kg                                                            |
| Acceleration 0 – 100 km/h:  | <3 s                                                                  |
| Toppfart:                   | >320 km/h                                                             |

## McLaren MP4-12C GT3
MP4-12C GT3 är en tävlingsversion avsedd för GT3-klassen. På grund av bilsportens restriktioner är motoreffekten  lägre än för standardbilen.

## Bilder

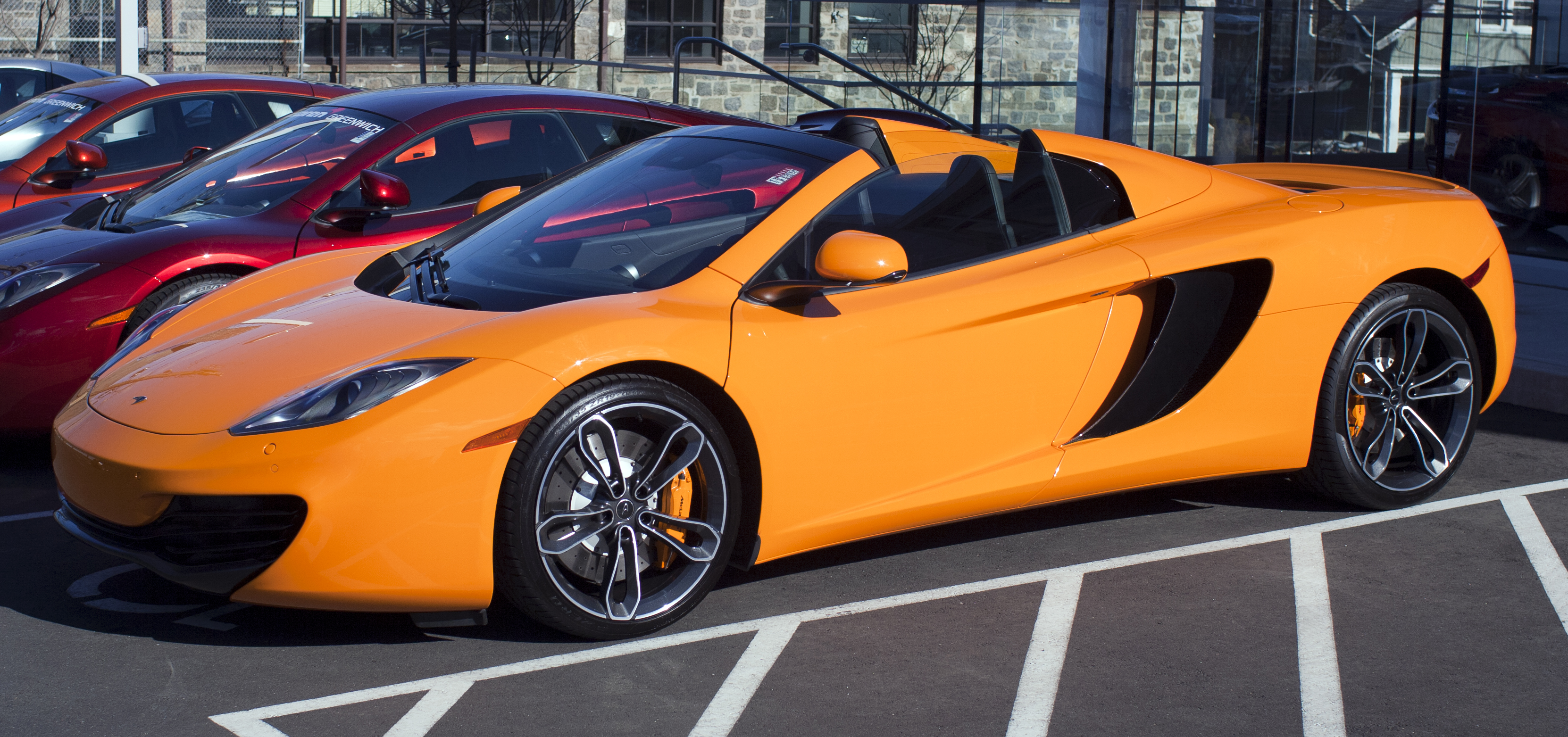
McLaren MP4-12C Spider
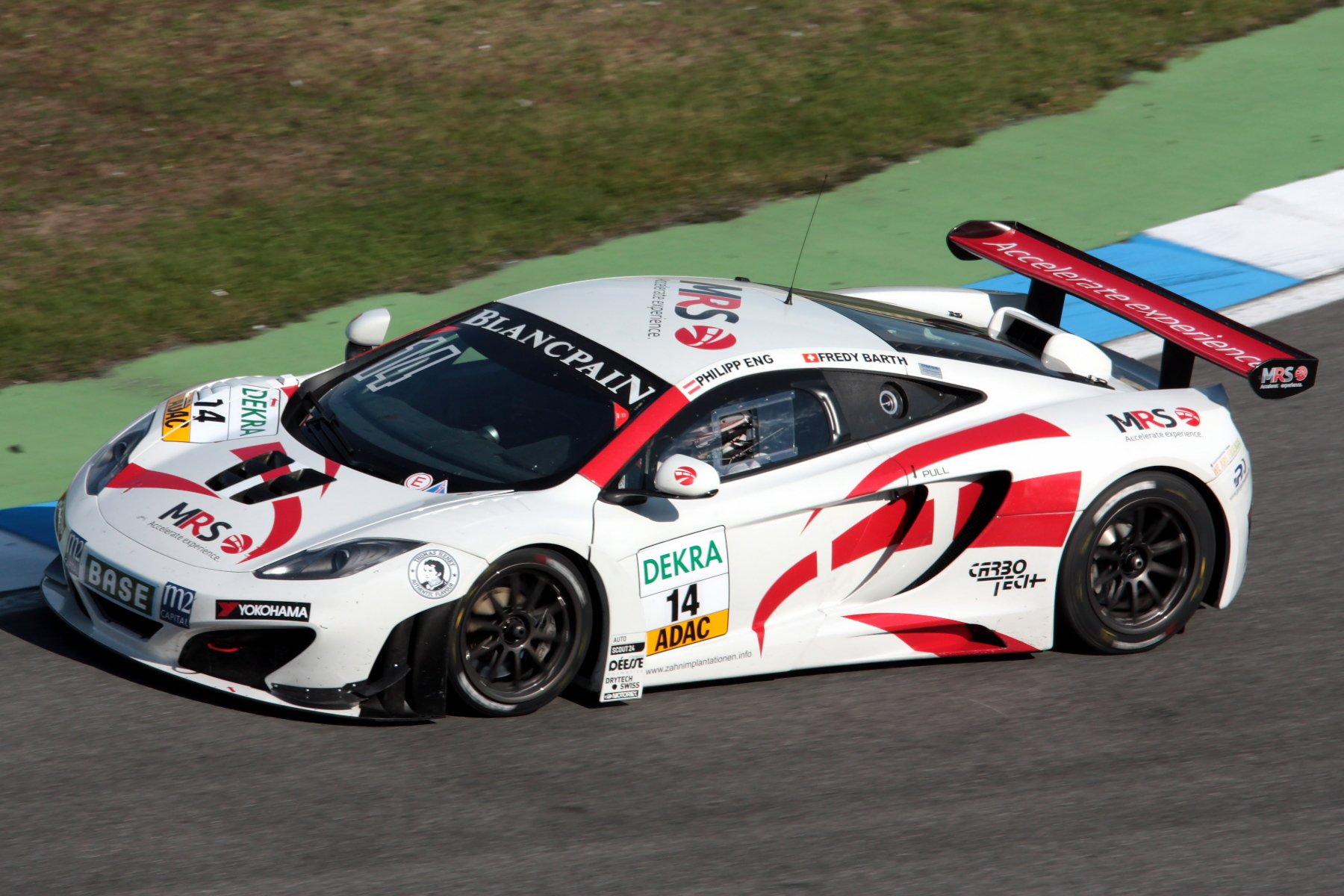
McLarenMP4-12C GT3